# Andinsk tinamo
Andinsk tinamo (Nothoprocta pentlandii) är en fågel i familjen tinamoer inom ordningen tinamofåglar. Den förekommer i busk- och gräsmarker i Anderna från södra Ecuador till centrala Argentina. Beståndet anses vara livskraftigt.

## Utseende och läte
Andinsk tinamo är en gulbrun, kraftigt tecknad tinamo med nedåtböjd näbb. Arten liknar bågnäbbad tinamo som den delvis delar utbredningsområde med, men andinsk tinamo är kallare grå är något mindre tecknad undertill. Den är mindre än tofstinamon, med större näbb. Lätet består av en ljus genomträngande och stigande vissling: "tuEEE!".

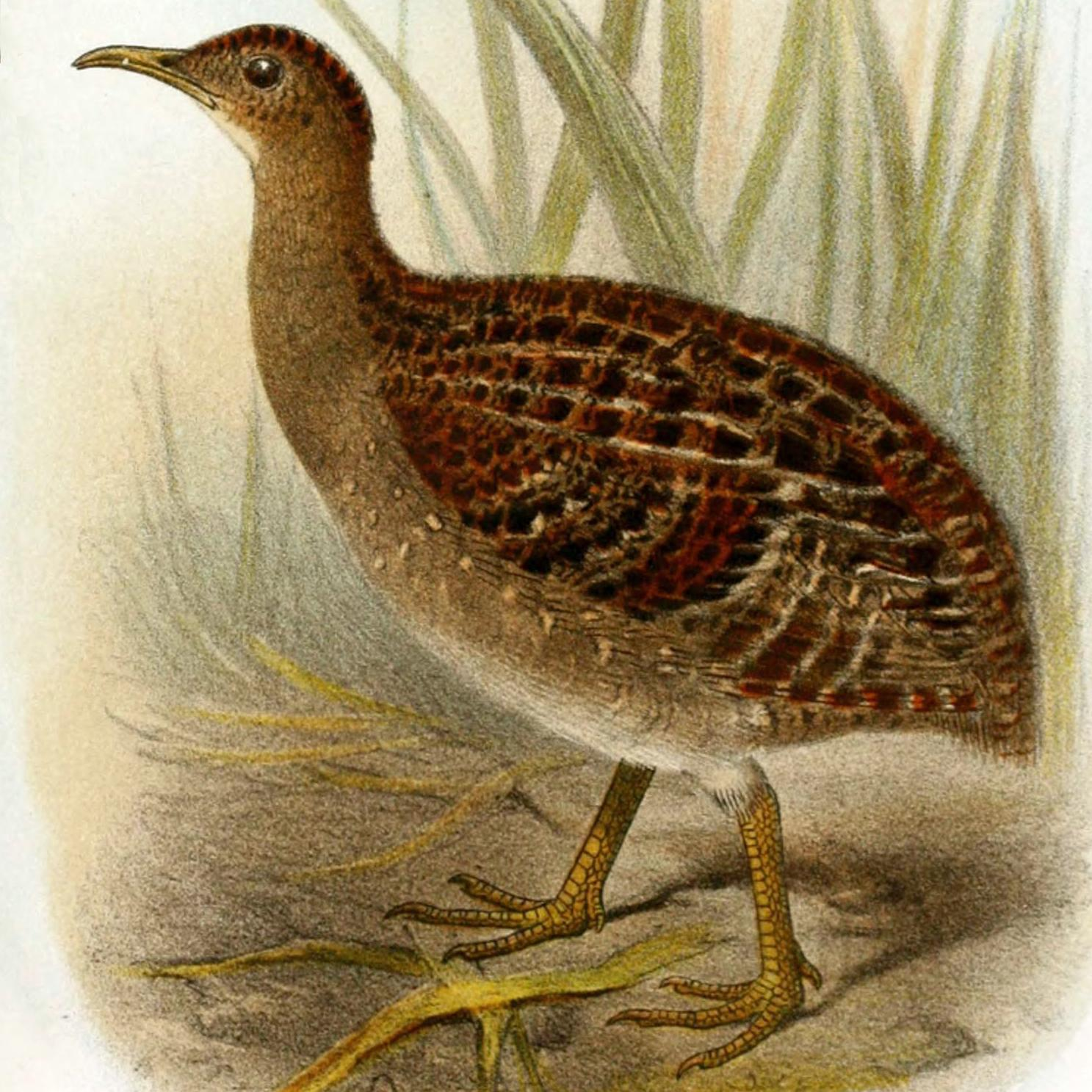

## Utbredning och systematik
Andinsk tinamo förekommer i Anderna från Ecuador till Argentina. Den delas in i sju underarter med följande utbredning:
- Nothoprocta pentlandii ambigua – Anderna i södra Ecuador och nordvästra Peru
- Nothoprocta pentlandii oustaleti – Andernas västra sluttningar i centrala och södra Peru
- Nothoprocta pentlandii niethammeri – kustnära centrala Peru
- Nothoprocta pentlandiifulvescens – Anderna i sydöstra Peru
- Nothoprocta pentlandii pentlandii – Anderna i västra Bolivia, nordligaste Chile och nordvästra Argentina (i syd till LLa Rioja och Santiago del Estero, förutom i västra Salta)
- Nothoprocta pentlandii patriciae – Anderna i nordvästra Argentina (västra Salta)
- Nothoprocta pentlandii doeringi – bergstrakter i centrala Argentina (San Luis och Córdoba)
- Nothoprocta pentlandii mendozae – bergstrakter i västra och centrala Argentina (norra Neuquén och Mendoza)

## Levnadssätt
Andinsk tinamo hittas i bergsbelägna busk- och gräsmarker, inklusive vid skogsbryn. Den upptäcks ofta först när den skräms upp och explosivt flyger iväg.

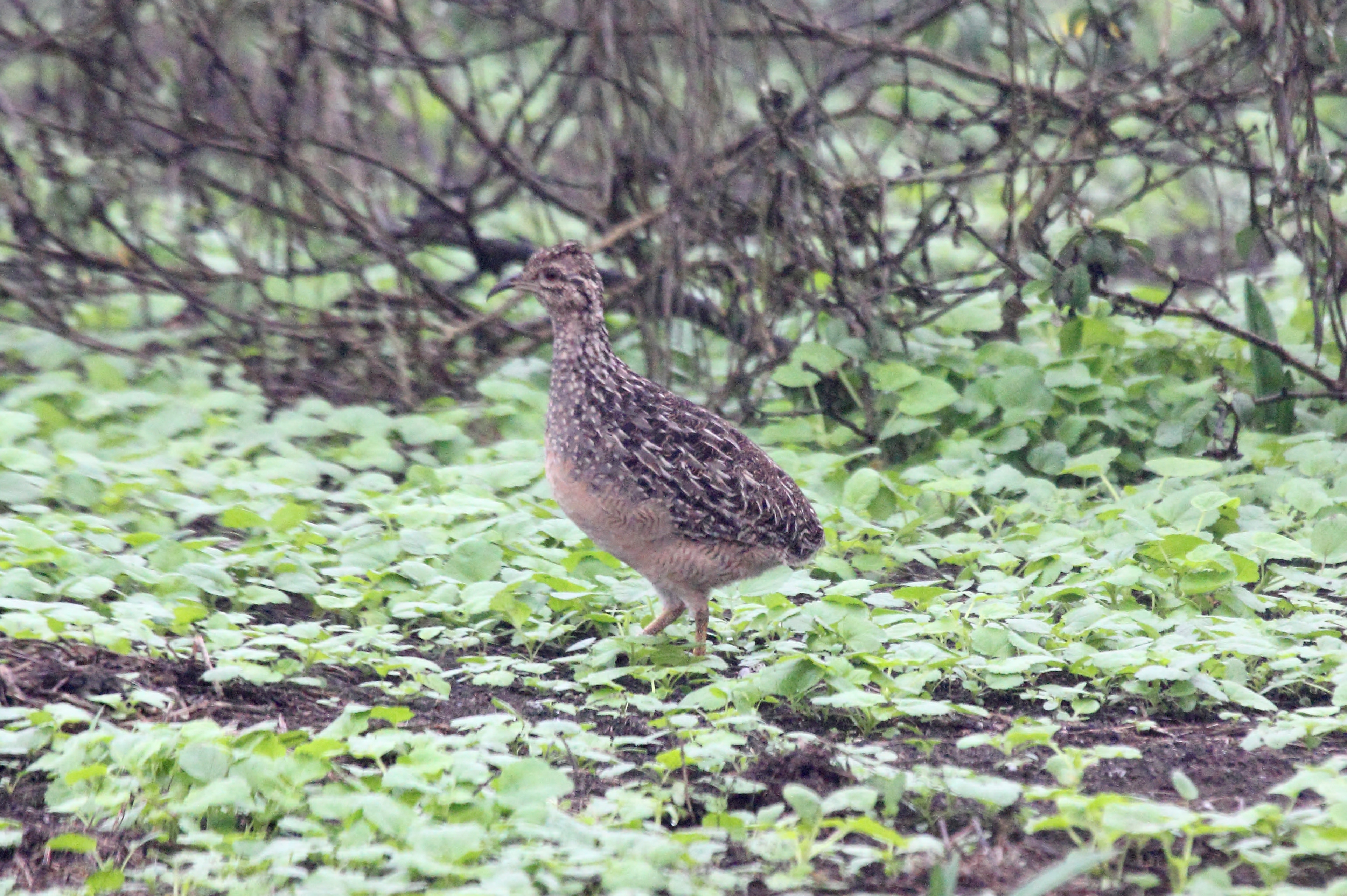

## Status
Arten har ett stort utbredningsområde och beståndet anses stabilt. Internationella naturvårdsunionen IUCN listar den därför som livskraftig (LC).

## Namn
Fågelns vetenskapliga artnamn hedrar Joseph Barclay Pentland (1798-1873), irländsk upptäcktsresande och diplomat i Bolivia 1836-1839.